# Carbokation
Een carbokation is een organisch deeltje met een of meerdere positief geladen koolstofatomen omringd door alkylgroepen. Men kan zich een dergelijk kation voorstellen als een fragment van een molecule waarvan een groep én een bindend elektronenpaar verwijderd zijn van een der koolstofatomen.
Het koolstofatoom met de positieve lading heeft een sextet (dat wil zeggen zes elektronen) in zijn valentieschil en komt dus twee elektronen tekort om een stabiel octet te vormen. Carbokationen zijn hierdoor onstabiel en vaak zeer reactief. Door het tekort van twee elektronen zijn carbokationen meestal krachtige lewiszuren.  Via reactie met een lewisbase ontstaat weer een koolstofatoom met een octet in zijn valentieschil. Carbokationen zijn belangrijke reactieve intermediairen in de organische chemie.

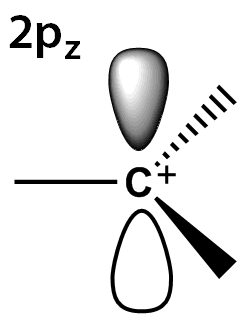
Structuur van een tertiair butylkation met vlakke geometrie

## Structuur
Voor de beschrijving van de structuur van carbokationen kan men twee verschillende benaderingen gebruiken, die wel tot dezelfde conclusie leiden:
- De ruimte rond een koolstofatoom is beperkt, en substituenten zullen zodanig gerangschikt zijn dat de ruimtelijke interactie tussen de verschillende substituenten zo klein mogelijk is. Dit wordt gerealiseerd in een platte structuur waarin de hoeken tussen de substituenten samen 360° zijn. Afzonderlijk zijn de hoeken meestal heel dicht bij de 120°.
- Bij het plaatsen van elektronen in orbitalen vormt een bezetting met een zo laag mogelijke energie de grondtoestand van het molecuul of ion. Omdat rond het carbokation vier orbitalen beschikbaar zijn, en er slechts drie bezet hoeven te worden, is het gunstig als het lege orbitaal een zo hoog mogelijke energie heeft. 2p-orbitalen hebben een hogere energie dan het 2s-orbitaal. Het lege orbitaal kan dus het best een 2p zijn. Dit betekent dat de overgebleven orbitalen hybridiseren tot sp2. Voor de bindingshoeken geldt in dit geval een grootte van 120°.

Door NMR en infraroodspectroscopie wordt deze conclusie bevestigd.

## Definities
In de oudere tekstboeken sprak men uitsluitend over het carboniumion. In 1963 stelde George Olah (toen verbonden aan de University of Southern California) de benaming carbeniumion voor de trivalente "klassieke carbokationen" en reserveerde de benaming carboniumion voor de "niet-klassieke carbokationen" die tetravalent, pentavalent, zoals het methaniumion CH5+ (analoog aan het ammoniumion) of zelfs hexavalent kunnen zijn.

## Klassieke carbokationen

### Eigenschappen

Voorbeelden van tertiaire (III), secundaire (II) en primaire (I) alkyl carbokationen in volgorde van stabiliteit

Men onderscheidt drie soorten klassieke carbokationen op basis van het aantal koolstofatomen gebonden aan het geïoniseerde koolstofatoom: primaire (met één of geen koolstofatomen gebonden aan het geïoniseerde koolstof), secundaire (twee) of tertiaire (drie).
De stabiliteit van de carbokationen neemt toe met het aantal alkylgroepen die gebonden zijn aan het geïoniseerd koolstofatoom. Derhalve zijn de tertiaire carbokationen het meest stabiel (en worden dus ook het gemakkelijkst gevormd), terwijl de primaire carbokationen zeer onstabiel zijn. De stabiliteit van secundaire en tertiaire carbokationen is het gevolg van hyperconjugatie en inductieve stabilisatie als gevolg van aanwezigheid van elektronenstuwende alkylgroepen.  Een alternatieve verklaring maakt gebruik van het HSAB-principe en kijkt niet alleen naar het carbokation, maar ook naar de manier waarop dit in oplossing aanwezig is.
In de organische chemie ondergaan carbokationen een grote verscheidenheid aan reacties, afhankelijk van de reactieomstandigheden.  Al deze reacties hebben tot gevolg dat een elektronenpaar beschikbaar gesteld wordt, zodat het positief geladen koolstofatoom een octet in de valentieschil bekomt.  Dit ziet men het best in de tweede stap van een SN1-reactie: de combinatie van een carbokation met een nucleofiel, dat wil zeggen een molecule of ion met een vrij elektronenpaar (zoals het hydroxide-ion (OH−), ammoniak (:NH3), chloride (Cl−) of het cyanide-ion (CN−).
Een tweede mogelijke reactie is de eliminatie van een proton, zoals in de E1-eliminatiereactie.
De SN1- en de E1-eliminatie-reactie) komen niet voor als een primair carbokation zou gevormd worden.  Een uitzondering wordt gevormd door het benzyl-kation: C6H5–CH2+. Door delokalisatie van de lading is dat ion zelfs stabieler dan de meeste andere carbokationen. Moleculen die benzylcarbokationen kunnen vormen zijn dan ook uitzonderlijk reactief.
Een derde mogelijke reactie van carbokationen zijn omleggingsreacties vanuit minder stabiele structuren naar een carbokation met een structuur die even stabiel of stabieler is. Als dit gebeurt door de migratie van een alkyl- of arylgroep vanaf een ernaast gelegen koolstofatoom (1,2-migratie), dan zal omlegging onvermijdelijk zijn. Dat wil niet zeggen dat het omleggingsproduct ook aan de basis ligt van het uiteindelijke reactieproduct. De omlegging is vaak reversibel en de uiteindelijke producten en de relatieve hoeveelheden zijn een uitdrukking van de ligging van het omleggingsevenwicht.
Dit kan de bereiding van synthetische verbindingen gecompliceerder maken. Als bijvoorbeeld 3-pentanol verhit wordt in een oplossing in water van waterstofchloride wordt eerst het 3-pentylcarbokation gevormd, dat zich herschikt tot een statistisch mengsel van 3-pentyl en 2-pentyl. Deze kationen reageren dan met het chloride-ion tot een mengsel van ongeveer 1/3 3-chloorpentaan en 2/3 2-chloorpentaan.

## Niet-klassieke carbokationen
Bekende voorbeelden van niet klassieke carbokationen worden gevormd door het allyl-, het cyclopropenylkation, het tropyliumkation en het norbornylkation.
|                                                                       | | |
| Het allyl-kation, een mesomeer evenwicht tussen twee grensstructuren. | Het norbornylkation ontstaat als de positieve lading op de kleinste brug een interactie aangaat met de dubbele binding in de langere brug. De gestippelde bindingen geven partiële bindingen weer. | Het norbornylkation ontstaat als de positieve lading op de kleinste brug een interactie aangaat met de dubbele binding in de langere brug. De gestippelde bindingen geven partiële bindingen weer. |
|                                                                       | | |
| Het tropyliumion.                                                     | | |

Het norbornylkation is een bishomo-kation, waarbij de elektronen van het π-systeem van de dubbele band een interactie aangaan met het carbokation op de 7-plaats. Deze gedelokaliseerde binding is zwakker als er een alkylgroep gebonden is aan een uiteinde (op plaats 6) en treedt niet op als hier een aromatische groep (zoals de fenylgroep) aanwezig is.
Het energieverschil tussen klassieke carbokationen en hun niet-klassieke isomeren is dikwijls zeer klein. Er is dus maar weinig activeringsenergie nodig bij de transitie tussen deze structuren. De "niet-klassieke" carbokationen zijn lang het onderwerp geweest van verhitte discussies tussen chemici. Deze controverse werd beslecht door George Olah, wat hem in 1994 de Nobelprijs voor Chemie opleverde.

## Piramidale carbokationen
Naast de twee hiervoor vernoemde groepen is er ook een groep carbokationen waarbij de lading verdeeld is over een vier- of vijfzijdig grondvlak, met midden boven de ring een koolstofatoom. Er zijn zowel een- als tweewaardige piramidale carbokationen beschreven.

## Voetnoten
1. ↑  (en)  IUPAC Gold Book. Gearchiveerd op 10 oktober 2008.
2. ↑  George Andrew Olah (1972). Stable carbocations. CXVIII. General concept and structure of carbocations based on differentiation of trivalent (classical) carbenium ions from three-center bound penta- of tetracoordinated (nonclassical) carbonium ions. Role of carbocations in electrophilic reactions. J. Am. Chem. Soc. 94 (3): 808–820. DOI: 10.1021/ja00758a020.
3. ↑  (en) George A. Olah – Nobel Lecture. NobelPrize.org. (8 december 1994)